# Reclams Universal-Bibliothek

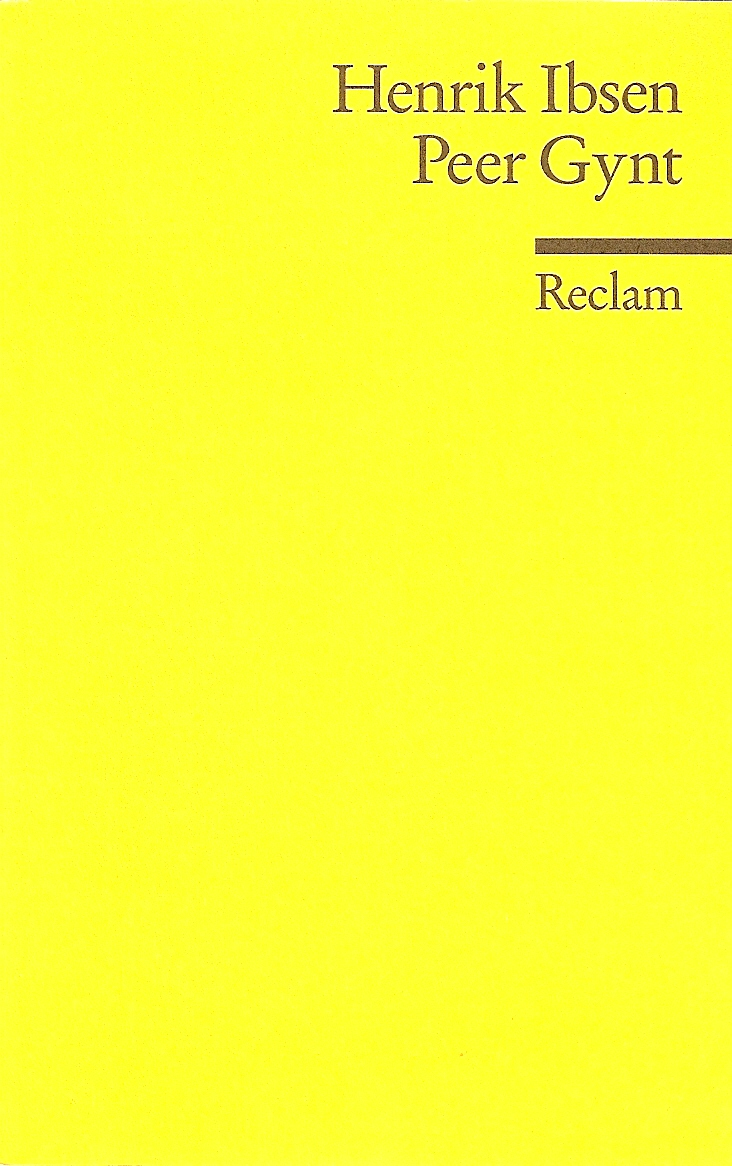
L'inconfondibile copertina gialla è dal 1970 il simbolo della Universal-Bibliothek

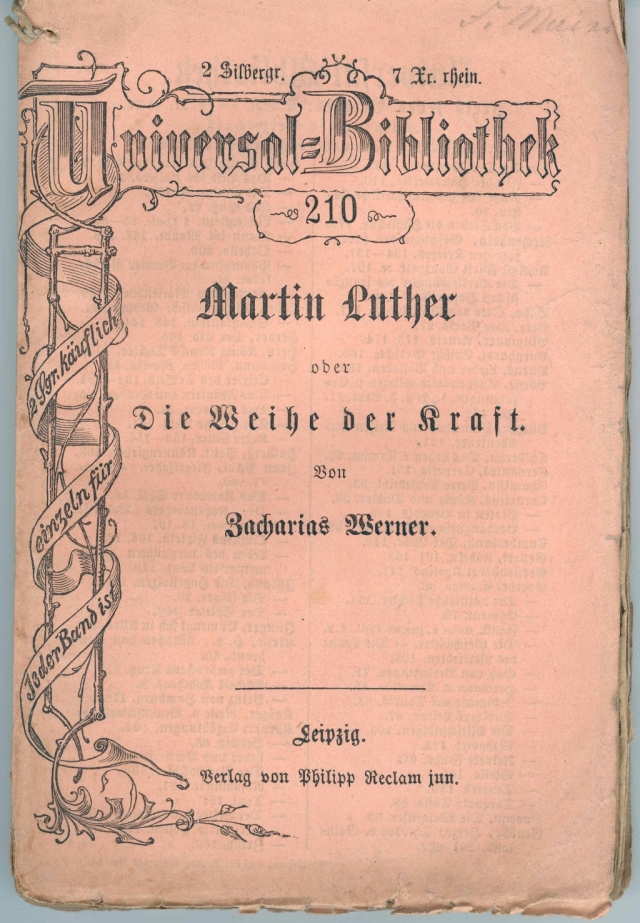
Quaderno Reclam del 1870

Reclams Universal-Bibliothek ("Biblioteca Universale Reclam") è una collana editoriale della casa editrice tedesca Reclam Verlag. Così soprannominati per via della loro forma sobria, esile e compatta, i "quaderni Reclam" (Reclam-Hefte) si distinguono nel panorama editoriale tedesco per via della loro economicità, fattore che ne ha permesso la capillare diffusione presso intere generazioni scolastiche ed universitarie. La Universal-Bibliothek comprende prevalentemente opere della letteratura tedesca e internazionale e i relativi apparati di approfondimento letterario.

## Storia
La nascita della Biblioteca Universale Reclam avvenne nel 1867 a Lipsia per opera della casa editrice Philipp Reclam jun., che esordì con il classico per eccellenza della letteratura tedesca, il Faust di Johann Wolfgang von Goethe (questa tragedia è ancora oggi il numero 1 della collana, che nel frattempo ha ampiamente superato i 2.000 volumi). La pubblicazione ad un prezzo estremamente basso per l'epoca (due Groschen d'argento a volume, poi 20 Pfennig) fu solamente possibile grazie ad una legge dello stesso anno, che fece decadere i diritti d'autore relativi alle opere letterarie i cui autori erano deceduti da almeno trent'anni.
La casa Reclam fu tuttavia attenta a mantenere un certo livello qualitativo, riuscendo ad avere il sopravvento su numerosi concorrenti nel ramo dell'editoria a basso costo. I volumetti della Biblioteca Universale vennero posti in vendita persino nelle stazioni ferroviarie già dal 1912, e ben presto l'ambito tematico della collana si estese anche ad opere scientifiche, giuridiche e filosofiche.
Nel 1947, a causa della crescente separazione delle Germanie, la casa editrice venne divisa in due: alla casa tedesco-orientale si oppose, fino al 1992, un'omonima casa editrice a Stoccarda. Dopo la riunificazione tedesca, le due sedi sono rimaste anche se la proprietà è confluita nuovamente presso la famiglia Reclam.

## Caratteristiche
L'elemento che maggiormente contraddistingue la Reclams Universal-Bibliothek è il layout, che - pur essendo stato rimaneggiato più volte tra il 1917 ed il 1988 - è caratterizzato dall'inconfondibile copertina gialla (dal 1970). Di una semplicità assoluta, riporta solo i dati essenziali (autore, titolo, editore) e sempre più frequentemente un disegno in bianco e nero. Se la rilegatura in brossura incollata e la copertina flessibile (in carta di grammatura molto bassa) non ne fanno certo una collana da biblioteca, la scelta del carattere tipografico conferisce alla stessa una sobria accuratezza.
Alla serie principale (copertina gialla) dedicata alla letteratura tedesca se ne sono gradualmente affiancate altre, distinte per il colore della copertina: edizioni di letteratura bilingui con testo originale a fronte (serie arancione), letteratura straniera in lingua originale con lessico annotato (serie rossa), guide alla lettura per studenti (serie blu), interpretazioni di opere scelte (serie turchese), materiali e fonti (serie verde), guide alla lettura per docenti (serie marrone).